# Breidleria amabilis
Breidleria amabilis là một loài Rêu trong họ Hypnaceae. Loài này được (Mitt.) Herzog mô tả khoa học đầu tiên năm 1916.